# Viet Cong (album)
| Recensione      | Giudizio |
| --------------- | -------- |
| AnyDecentMusic? | 8.0/10   |
| AllMusic        |          |
| Metacritic      | 77/100   |
| The Guardian    |          |
| Pitchfork       | 8.5/10   |
| Mojo            |          |
| NME             | 8/10     |
| Exclaim!        | 9/10     |

Viet Cong è il primo album in studio del gruppo musicale statunitense Preoccupations, allora noto proprio come Viet Cong, pubblicato il 20 gennaio 2015 su etichette discografiche Flemish Eye Records e Jagjaguwar.

## Tracce
1. Newspaper Spoons - 3:02
2. Pointless Experience - 2:59
3. March of Progress - 6:19
4. Bunker Buster - 5:55
5. Continental Shelf - 3:18
6. Silhouettes - 4:12
7. Death - 11:17

## Formazione
Preoccupations
- Matt Flegel – voce, basso, produzione
- Mike Wallace – batteria
- Scott Munro – chitarra, produzione
- Daniel Christiansen – chitarra

Altri musicisti
- Graham Walsh – sintetizzatori, missaggio, produzione
- Paul Gold – masterizzazione
- Julie Fader – voce
- Chad VanGaalen – batteria elettronica

## Riconoscimenti
| Anno | Rivista   | Premio                                | Posizione |
| ---- | --------- | ------------------------------------- | --------- |
| 2015 | NME       | NME's Albums of the Year 2015         | 46        |
| 2015 | Pitchfork | Pitchfork Readers' Poll Top 50 Albums | 18        |
| 2015 | Stereogum | The 50 Best Albums of 2015            | 45        |